# 言語グリッド
言語グリッド（げんごグリッド）は、異文化コラボレーションを支援するための、インターネット上の実験的な多言語サービスプラットフォームである。世界各地で開発されたオンライン辞書、コーパス、機械翻訳などの言語資源をWeb上のサービスとして共有することを目的とする。

## コンセプト
言語グリッドは、言語資源のアクセシビリティと使いやすさを向上させるために開発された。既存の言語資源を、インターネット上にWebサービスとして配備するサービス指向アプローチを採用している。利用者は、Webサービスとして配備された言語資源を組み合わせて、カスタマイズされた多言語環境を自由に構成できる。

## アーキテクチャ
言語グリッドは、言語資源の使いやすさを向上させると共に、言語資源を公開する際の知的財産上のリスクを軽減することを目的としている。言語グリッドでは、言語資源の提供や使用に関わる利害関係者の役割とその間のプロトコルを定義している。言語グリッドの利用者は、以下の3つの役割（role)のうち一つ以上を担うと定められている。
- 「サービス提供者」は、言語資源をWebサービスとして言語グリッド上に配備する。これを原子Webサービスと呼ぶ。サービスを登録する際に、使用の可否や頻度などのアクセス制御ポリシーを指定する。サービス提供者は、原子Webサービスを組み合わせるためのワークフローを提供することもできる。これを複合Webサービスと呼ぶ。上記の原子Webサービス、複合Webサービスを総称して言語サービスと呼ぶ。
- 「サービス消費者」は、原子Webサービスを呼び出して言語資源を使用する。サービス消費者が複合Webサービスを呼び出した場合は、その呼び出し要求がワークフローエンジンに送られ、ワークフローエンジンが複合Webサービスに対応するワークフローを実行する。
- 「グリッド運用者」は、サービス提供者と消費者のために言語グリッドを管理する。

言語グリッド利害関係者の3つの役割は覚書に明記されている。この中で、特にサービス提供者にとっては、どの範囲で使用を許諾するかが重要となる。そこで、言語サービスの使用目的が、以下の3種に分類されている。
- 「非営利目的」：言語サービスが、公共または非営利の目的で使用される。
- 「研究目的」：言語サービスが、専門分野を前進させるために使用される。
- 「営利目的」：言語サービスが、商業的利益のために使用される。

上記の使用目的の分類は、組織の形態とは独立である。例えば、企業の社会的責任活動（CSR）は「非営利目的」に分類される。そうした活動は、公的機関や非営利団体と共に行われることが多いからである。逆に、公的機関や非営利団体の活動であっても、商業的利益のための活動は「営利目的」に分類される。

## ソフトウェア
言語グリッドは、P2Pグリッド層、原子サービス層、複合サービス層、応用システム層で構成されている 。P2Pグリッド層は、複数の言語グリッドをP2P接続することが可能である。P2Pグリッド層は、オープンソースのサーバーソフトウェアによって構築されている。
サーバーソフトウェアの主な構成要素は、サービススーパーバイザーとグリッドコンポーザーである。サービススーパーバイザーは、サービス提供者が指定したアクセス制御ポリシーに従って言語サービスの呼び出しを行う。一方、グリッドコンポーザーは、複数のサーバーを接続し、言語グリッドの連邦を構成する。
言語グリッドのサーバーソフトウェアは、情報通信研究機構の言語グリッドプロジェクトによって開発された。開発は2006年に開始され、2010年4月からオープンソースソフトウェアとして維持されている 。なお、このサーバーソフトウェアは、言語グリッドの構築に使用されると共に、National Science Foundationが資金提供する米国のLanguage Application Gridにも採用されている。

## 運用
京都大学社会情報学専攻は2007年12月に、言語グリッドを非営利・研究目的で運用する京都オペレーションセンターを発足させた。2011年1月には、タイ国立電子コンピューター技術研究センター (National Electronics and Computer Technology Center)によって、バンコクオペレーションセンターが開設された。その後、2012年にインドネシア大学によってジャカルタオペレーションセンターが、2014年に中国の新疆大学によってウルムチオペレーションセンターが開設された。
4つのオペレーションセンターは相互に接続されており、複数の言語グリッド間で言語サービスを共有する連邦制の運用を実現した。
2017年5月に、京都での運営は京都大学からNPO言語グリッドアソシエーションに移管された。2018年5月現在、24の国と地域の183のグループが京都オペレーションセンターに参加し、226のサービスが連邦制の運用で共有されている。

## 研究
言語グリッドの開発と利用に関する研究は、人工知能、サービスコンピューティング、ヒューマンコンピュータインタラクションに関連している。
言語グリッドの研究資金は、2006年以降、情報通信研究機構、日本学術振興会、科学技術振興機構、総務省戦略的情報通信研究開発推進事業によって提供された。
2015年には、言語グリッド、European Language Resources Association、Linguistic Data Consortiumの間で、言語サービスプラットフォームの連邦制に関する共同研究が行われた。

## アクティビティ
言語グリッドを利用することにより、多言語コミュニティでさまざまな活動が行われた。そうした活動を支えるため、2017年に大学、企業やNPOによって特定非営利活動法人 言語グリッドアソシエーションが設立された。活動事例を以下に示す。

### 病院での外国人患者の支援
海外の観光客が日本で病気を患った場合、日本人医師とコミュニケーションが取れないため、適切な治療を受けられない可能性がある。そこで、多言語医療コミュニケーション支援システムが、和歌山大学と病院にボランティア通訳を派遣しているNPO多文化共生センターきょうとによって共同開発された。このシステムは病院の受付で、外国人外来患者と医療スタッフとの間のコミュニケーションを支援した。医療スタッフは、このシステムを用いて外来患者に症状について質問し、病院の診療科の案内を行った。

### 多言語農業支援
NPOパンゲアと日本とベトナムの大学は、米の生産性向上と農薬使用量の削減という2つの目標を掲げて、ベトナムの稲作支援に取り組んだ。日本の農業専門家は、ベトナムの農村地域を常時訪問することはできないため、言語グリッドを用いてオンラインで情報を提供することにした。2011年から2014年まで、メコンデルタにあるビンロン省で毎年4カ月間の実験を継続的に実施した。言語グリッドは、日本の専門家がベトナム農家に稲作に関する農業知識をタイムリーに提供することに用いられた。これらの地域では識字率が低く、農民はコンピューターの使用やメッセージの読み書きが困難であった。そこで、児童を介したコミュニケーション（Youth Mediated Communication）が考案された。子どもたちはコンピューターの利用方法を学び、農業専門家と父母である農民の仲介者として、言語、知識、文化のギャップを埋めた。